# دورينا إيميليا كاربونه
دورينا إيميليا كاربونه (بالرومانية: Dorina Emilia Carbune)‏ مواليد 22 فبراير 1985 في رومانيا، هي لاعبة كرة يد رومانية تلعب كجناح أيمن. مثلت منتخب رومانيا لكرة اليد للسيدات. تلعب حاليا في الدوري التركي لكرة اليد للسيدات.